# 鲁迪埃门

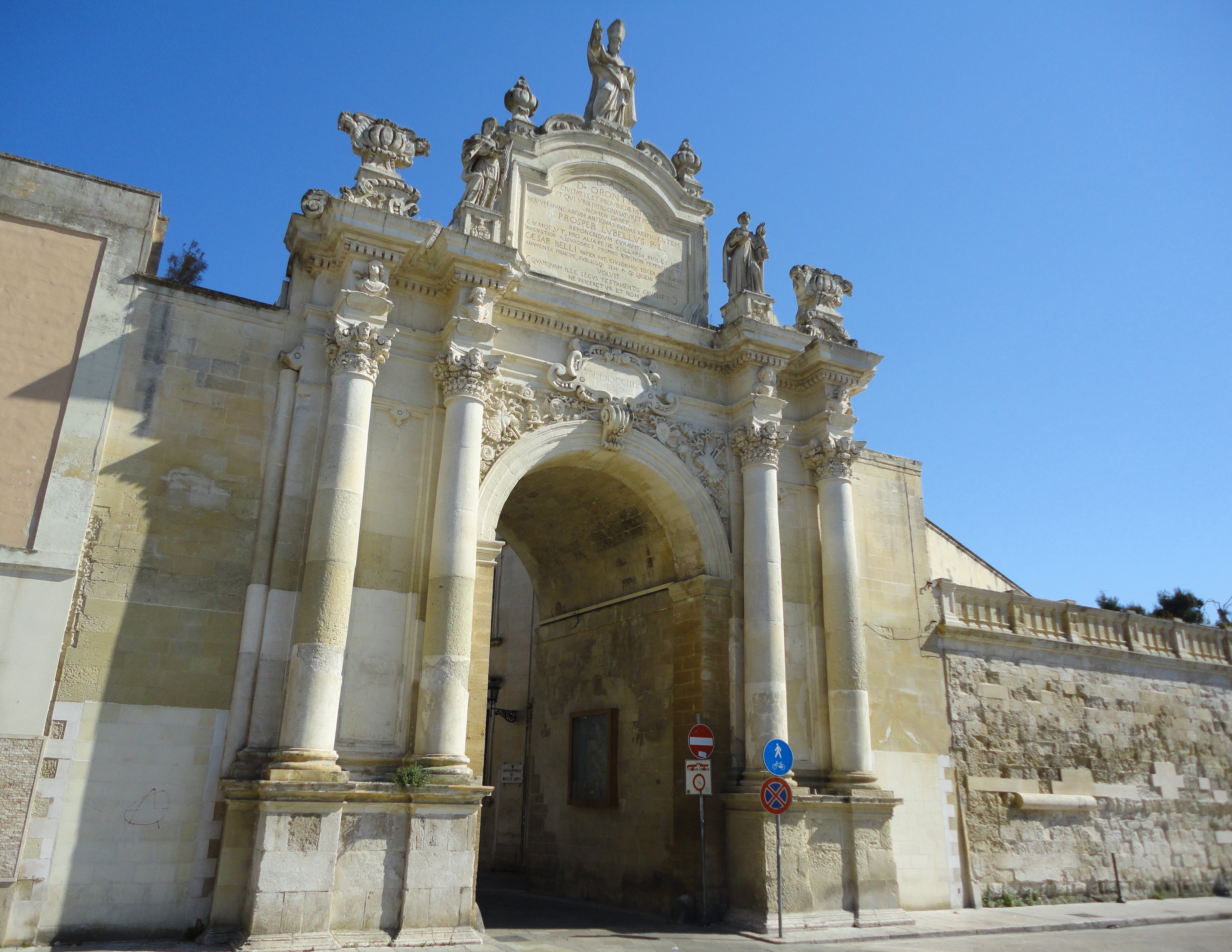
鲁迪埃门

鲁迪埃门（Porta Rudiae）是意大利南部古城莱切东侧城墙上的一个城门，因通向荒废的古代城市鲁迪埃而得名。它坐落在大学街与达尔马希亚比拉戈街交叉口附近。
17世纪末，旧城门倒塌，于是在1703年重建了这座巴洛克建筑。拱门两侧各有两根圆柱。门上有神话人物雕像。